# Cardinal à collier
Periporphyrus celaeno
Espèce
Répartition géographique
Le Cardinal à collier (Periporphyrus celaeno) est une espèce de la famille des Cardinalidae.

## Systématique
Le nom scientifique complet (avec auteur) de ce taxon est Rhodothraupis celaeno (Deppe, 1830).
Ce taxon porte en français le nom vernaculaire ou normalisé suivant : Cardinal à collier.
Rhodothraupis celaeno a pour synonymes :
- ? celaeno Deppe, 1830
- Caryothraustes celaeno (Deppe, 1830)